# Якобень (комуна, Сучава)
Якобень, Якобені (рум. Iacobeni) — комуна у повіті Сучава в Румунії. До складу комуни входять такі села (дані про населення за 2002 рік):
- Местекеніш (303 особи)
- Якобень (2044 особи) — адміністративний центр комуни

Комуна розташована на відстані 337 км на північ від Бухареста, 75 км на захід від Сучави, 148 км на північний схід від Клуж-Напоки.

## Населення
За даними перепису населення 2002 року у комуні проживали 3866 осіб.
Національний склад населення комуни:
| Національність   | Кількість осіб | Відсоток |
| ---------------- | -------------- | -------- |
| румуни           | 3847           | 99,5%    |
| німці            | 14             | 0,4%     |
| угорці           | 2              | 0,1%     |
| українці         | 2              | 0,1%     |
| росіяни-липовани | 1              | < 0,1%   |

Рідною мовою назвали:
| Мова       | Кількість осіб | Відсоток |
| ---------- | -------------- | -------- |
| румунська  | 3853           | 99,7%    |
| німецька   | 11             | 0,3%     |
| угорська   | 1              | < 0,1%   |
| українська | 1              | < 0,1%   |

Склад населення комуни за віросповіданням:
| Релігія                                       | Кількість осіб | Відсоток |
| --------------------------------------------- | -------------- | -------- |
| православні                                   | 3806           | 98,4%    |
| римо-католики                                 | 25             | 0,6%     |
| адвентисти                                    | 15             | 0,4%     |
| п'ятдесятники                                 | 9              | 0,2%     |
| лютерани (Синодально-пресвітеріанська церква) | 7              | 0,2%     |
| реформати                                     | 1              | < 0,1%   |
| греко-католики                                | 1              | < 0,1%   |

## Зовнішні посилання
- Дані про комуну Якобень на сайті Ghidul Primăriilor
- Старі фото Якобень[недоступне посилання з серпня 2019]